# Monogamie

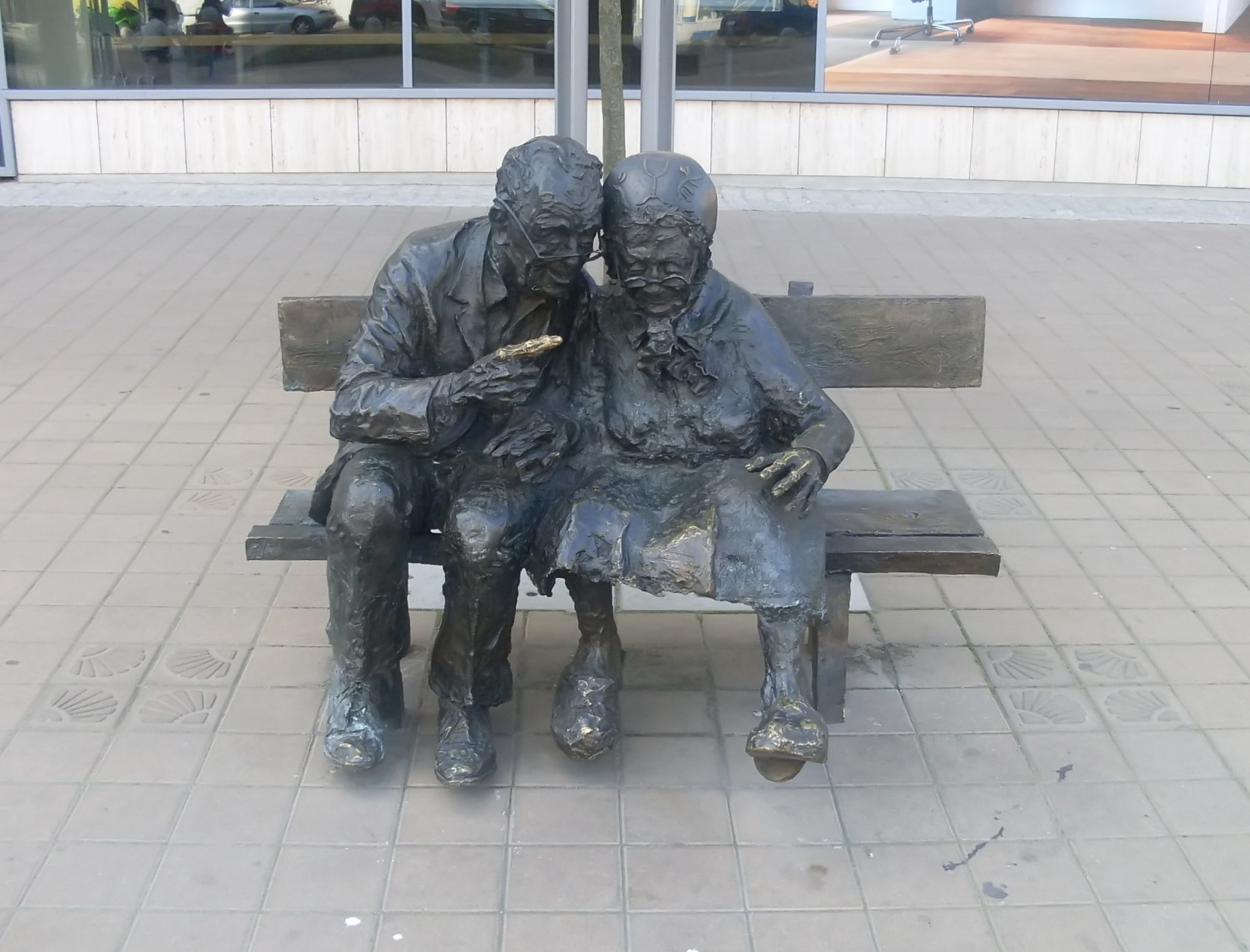
Socha páru v Polsku

Monogamie (ze spojení řeckých slov monos, jeden, sám a gamos, manželství, jednota) je příbuzenské pravidlo umožňující manželství pouze dvou lidí (párové manželství), obvykle mezi jednou ženou a jedním mužem. Analogicky u zvířat znamená monogamie to, že se po delší dobu páří pouze jeden samec s jednou samicí, kteří tak vytvoří trvalý pár, jako je tomu například u vlků nebo labutí.
Opakem monogamie je polygamie – manželství více než dvou partnerů, která se dále dělí na polygynii (více manželek) a polyandrii (více manželů). V knize Původ rodiny, soukromého vlastnictví a státu ukazuje Friedrich Engels, že v období rodového zřízení vládlo skupinové manželství. Ruský osvícenec Semjon Děsnickij také uváděl, že monogamie neexistovala věčně, neboť v nejranějších stadiích převládaly skupinové manželské vztahy.
Mnoho společností povoluje polygamii, ale celkově na světě převažuje monogamní forma manželství. Americký antropolog Robert Murphy uvádí, že velká většina světových manželství je monogamních.[zdroj?]
Jelikož v populaci je přirozené přibližně stejné zastoupení žen i mužů, monogamie by měla dobře odpovídat demografickým procesům. Monogamie také vede ke vzniku v současném světě nejrozšířenější[zdroj?] základní rodinné jednotky – nukleární rodiny, která se skládá z otce, matky a jejich potomků.